# هارتس أوف أوك
هارتس اوف اوك أو قلوب الصنوبر (بالإنجليزية: Accra Hearts Of Oak) هو أكبر أندية غانا بعد أشانتي كوتوكو ويمثل غانا في بطولات أفريقيا للأندية، مقره في أكرا.

## إنجازات فريق كرة القدم
- بطل دوري ابطال أفريقيا عام 2000

- بطل كأس الاتحاد الكونفدرالي الأفريقي عام 2004

- بطل كأس السوبر الأفريقي عام 2001

## وصلات خارجية
- الموقع الرسمي